# Jeffrey Stuut
Jeffrey Stuut (Hoorn, 25 mei 1995) is een Nederlands Paralympisch alpineskiër. Hij is sinds 2013 lid van de nationale selectie van de Nederlandse Ski Vereniging. Hij werd in 2017 derde tijdens het WK op de downhill en Super G. Ook won hij dat jaar zilver overall op het onderdeel Super G.

## Biografie
Jeffrey Stuut werd acht weken te vroeg geboren. Door een hersenbloeding bij de geboorte is hij voornamelijk aan zijn linkerzijde verlamd. De doktoren zeiden dat hij waarschijnlijk nooit zou kunnen lopen, maar door hard te oefenen met zijn moeder lukte dat toch.
Als vijfjarige is hij begonnen met skiën tijdens een vakantie in Flachau (Oostenrijk). Na jaren van veel recreatief skiën is hij sinds 2012 bezig met wedstrijdskiën. In 2013 werd hij uitgenodigd voor de nationale skiselectie. Inmiddels heeft hij een A status bij NOC*NSF.
Jeffrey traint tien keer per week, onder andere op nationaal trainingscentrum Papendal met fysiek trainer Robert Walsh. Daarnaast traint hij vele weken in het buitenland. Hij nam deel aan de Paralympische Winterspelen van 2018 en 2022.

## Belangrijkste uitslagen
2014
- 19 november: IPC AS Race slalom, Landgraaf (Nederland)

2015
- 24 maart: NK reuzenslalom, Saalbach (Oostenrijk)
- 25 maart: NK slalom, Saalbach (Oostenrijk)

2017
- 15 januari: Worldcup Super G, Innerkrems (Oostenrijk)
- 25 januari: WK Para alpineskiën, downhill, Tarvisio (Italië)
- 26 januari: WK Para alpineskiën, Super G, Tarvisio (Italië)